# Medalla Leeuwenhoek

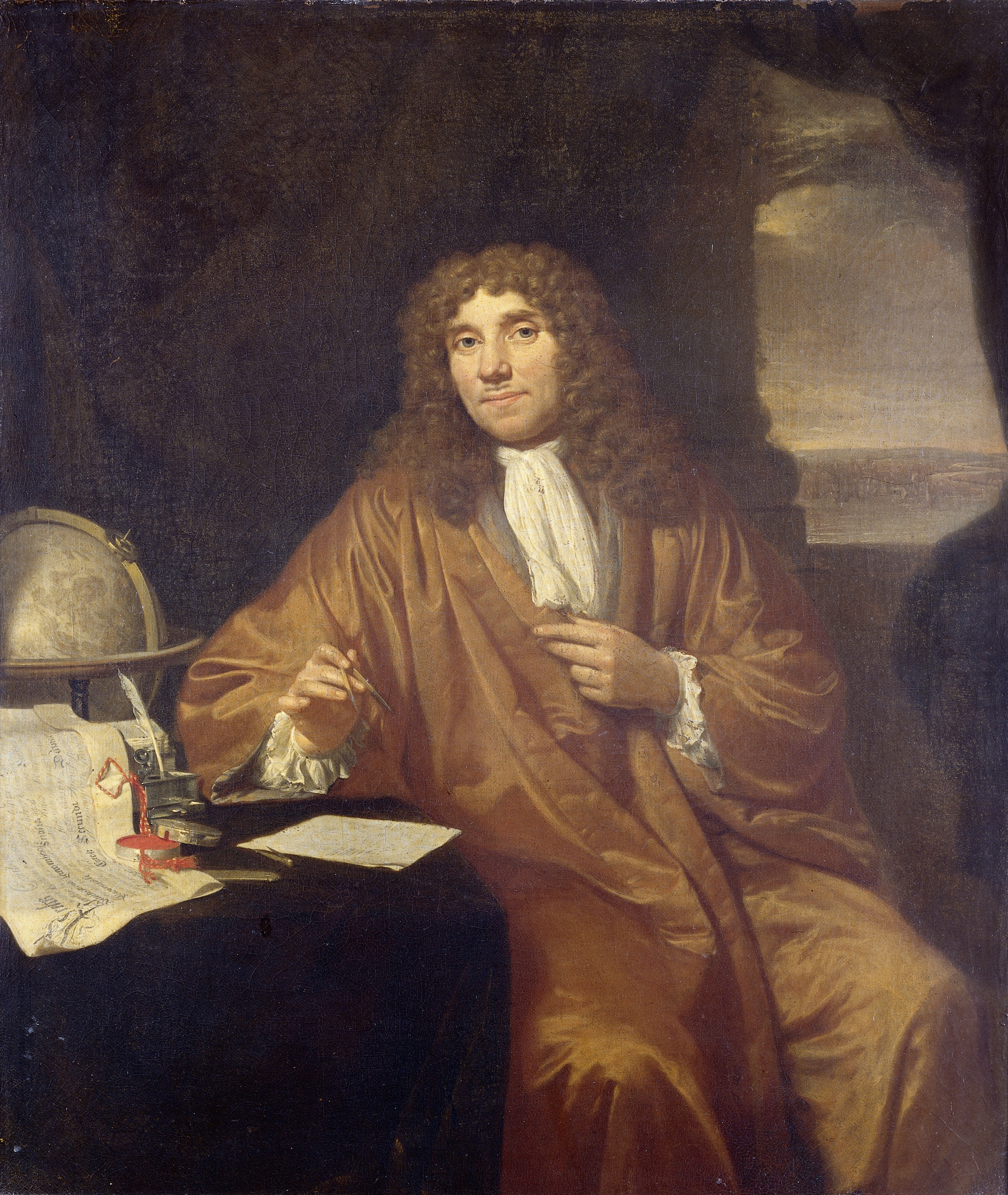
El pionero microscopista Anton van Leeuwenhoek, en cuyo honor se otorga la medalla homónima.

La Medalla Leeuwenhoek fue establecida en 1877 por la Real Academia de Artes y Ciencias de los Países Bajos (Koninklijke Nederlandse Akademie van Wetenschappen, KNAW) en honor al microscopista neerlandés Anton van Leeuwenhoek. Se concede cada diez o doce años al científico al que se haya considerado que ha realizado la contribución más significativa a la microbiología durante la década precedente.
Hasta la edición de 2003 el premio era concedido por la KNAW, pero a partir de la edición de 2015 el premio está organizado por la Real Sociedad Neerlandesa de Microbiología (Koninklijke Nederlandse Vereniging voor Microbiologie, KNVM). En 2023 se otorgó la medalla a la profesora estadounidense Jillian Banfield, primera mujer en recibir este galardón.
Esta medalla se ha otorgado a las siguientes personas: 
- 1877 Christian Gottfried Ehrenberg, Alemania
- 1885 Ferdinand Cohn, Polonia
- 1895 Louis Pasteur, Francia
- 1905 Martinus Beijerinck, Países Bajos
- 1915 David Bruce, Reino Unido
- 1925 Félix d'Herelle, (por entonces) Egipto
- 1935 Serguéi Vinogradski, Rusia
- 1950 Selman Waksman, Estados Unidos
- 1960 André Lwoff, Francia
- 1970 Cornelius van Niel, Estados Unidos
- 1981 Roger Stanier, Canadá
- 1992 Carl Woese, Estados Unidos
- 2003 Karl Stetter, Alemania
- 2015 Craig Venter, Estados Unidos
- 2023 Jillian Banfield, Estados Unidos